# برج القمرة
برج القمرة يقع بمدينة أصيلة المغربية، بناه البرتغاليون في زمن احتلال المدينة بالقرن الخامس عشر.